# Kitty MacKay
Kitty MacKay è un film muto del 1917 diretto da Wilfrid North. La sceneggiature di A. Van Buren Powell si basa sul lavoro teatrale Kitty Mackay di Catherine Chisholm Cushing andato in scena a Broadway con grande successo al Comedy Theatre il 7 gennaio 1914.

## Trama
In Scozia, la povera Kitty MacKay subisce le cattiverie dei suoi zii adottivi Mac Gregor, rigidi e crudeli. Per fortuna, Lord Inglehart, il suo tutore, la richiama in Inghilterra dove la ragazza si innamora di David, il figlio di Inglehart. Ma David, dopo aver scoperto che Kitty è la sua sorellastra, figlia illegittima di Inglehart, rifiuta il suo amore e Kitty deve tornarsene in Scozia, alla sua vita infelice e senza speranza.
Quando però lo zio MacGregor si trova in punto di morte, confessa che la vera figlia di Lord Inglehart era morta da piccola e che loro l'avevano sostituita con Kitty per poter ricevere il denaro di sua signoria. Kitty ora è libera di amare David.

## Produzione
Il film fu prodotto dalla Vitagraph Company of America.

## Distribuzione
Distribuito dalla Greater Vitagraph (V-L-S-E), il film uscì nelle sale cinematografiche statunitensi il 19 febbraio 1917.